# عزیز خیون
عزیز خیون (زادهٔ ۱۹۴۷، ناصریه، استان ذی‌قار) بازیگر و کارگردان فیلم اهل عراق است.